# Cap de la Casa Imperial del Brasil
El Cap de la Casa Imperial Brasilera és un càrrec ocupat pel cap de l'antiga família imperial brasilera. Després de la proclamació de la República brasilera el 15 de novembre de 1889, l'exili del llavors emperador Pere II i la revocació de tots els títols nobiliaris en la Constitució brasilera de 1891, serveix per indicar el presumpte hereu de l'extint tron imperial del Brasil i de la Dinastia Bragança.

## Antecedents
Els monàrquics brasilers afirmen que, mantenint la lògica establerta per la Constitució brasilera de 1824, aquest títol respectaria la línia de sobirania ius sanguinis, sent heretat pel primer fill descendent directament de Pere I del Brasil, i, a falta d'això, de la primera filla. Si el titular del títol fos una descendent de la família imperial brasilera, el títol no es transmetria mai al seu marit, que passaria a ser Cap Consort. Fou el cas d'Isabel del Brasil (filla de Pere II), casada amb Gastó d'Orleans, comte d'Eu, el 1864.
De la mateixa manera que va passar amb els emperadors brasilers quan van ser elevats al tron, el primogènit del Cap de la Casa Imperial brasilera rebria el títol extingit de Príncep Imperial del Brasil, i el segon en la línia successòria rebria el de Príncep de Grão-Pará, tot respectant les preferències successives adequades. Des de la mort de Pere II l'any 1891, el Cap de la Casa Imperial rep el tractament de Sa Altesa Imperial i Reial, Príncep del Brasil i Príncep d'Orleans i Bragança. Aquest darrer títol prové dels drets dinàstics de Gastó d'Orleans, qui era part de la família real francesa.
Com en el cas dels antics emperadors del Brasil, el cap de la casa imperial havia de mantenir la seva nacionalitat brasilera, la qual cosa podria implicar un impediment per al matrimoni amb un cap de casa dinàstica estrangera que obligués al seu cònjuge a assumir la nacionalitat respectiva.

## Línies successòries
La qüestió successòria de 1908 va donar lloc a una disputa entre els descendents de la família imperial brasilera. Una part dels monàrquics brasilers considera que la titularitat de la Casa Imperial brasilera pertanyeria a la branca de Vassouras, compost pels descendents de Lluís del Brasil, el segon fill d'Isabel. En aquesta línia dinàstica, el títol hauria estat heretat successivament per Pedro Henrique (1921–1981), com a primogènit de Luís Maria Filipe, i després Luís Gastão, com a primogènit de Pedro Henrique (des de 1981).
Per a altres, qui hauria d'haver succeït Isabel del Brasil al capdavant de la casa imperial fou el seu fill gran Pedro de Alcântara d'Orléans i Bragança. Aquests consideraven que la renúncia de Pedro de Alcântara, a conseqüència del seu matrimoni morganàtic amb la comtessa Elisabeth de Dobrzenicz, era més una costum que no pas una llei estricta, motiu pel qual hagués pogut restablir la seva opció primogènica. Després de la seva mort (1940), la branca de Petrópolis va estar encapçalada pel seu fill Pedro Gastão (fins al 2007) i el seu net Pedro Carlos de Orléans i Bragança.
Fora de les dues branques principals, existeix una tercera línia dinàstica, la de Saxònia-Coburg i Bragança, descendents de Leopoldina de Bragança, germana petita d'Isabel. Casada amb Luís Augusto de Saxònia-Coburg-Gotha, només una neta de Leopoldina, Teresa Cristina, va mantenir la nacionalitat brasilera, però va contraure matrimoni desigual amb el baró austríac Lamoral von Taxis. El primogènit, Carlos Tasso, actual cap de la casa de Saxònia-Coburg i Bragança, vol reactivar els seus drets dinàstics emparant-se en la mateixa reclamació feta pels Petrópolis sobre la incapacitació dels matrimonis morganàtics.